# Веретье (Череповецкий район)
Веретье — деревня в Череповецком районе Вологодской области.
Входит в состав Мяксинского сельского поселения, с точки зрения административно-территориального деления — в Мяксинский сельсовет.
Расстояние по автодороге до районного центра Череповца — 46 км, до центра муниципального образования Мяксы — 18 км. Ближайшие населённые пункты — Горлово, Воротишино, Воротишино.
По переписи 2002 года население — 2 человека.